# Войківське нафтове родовище
Войківське (Малобабчицьке) нафтове родовище — належить до Індоло-Кубанської нафтогазоносної області Південного нафтогазоносногу регіону України.

## Опис
Розташоване в північно-західній частині Керченського півострова за 10 км від м. Керчі.
Знаходиться в межах Булганацько-Фонталівської зони піднять у приосьовій частині Індоло-Кубанського прогину. Малобабчицьке складноорганізоване підняття виявлене в 1926-28 рр. Воно включає вдавлену синкліналь в центр. частині, відокремлені антикліналі: Малобабчицьку (Північно-Войківську), Південно-Бабчицьку (Південно-Войківську) та Катерлецьку. Пошукові роботи — 1926-28, 1951-54, 1981-84 рр. Припливи нафти з караганських та чокнарських відкладів Південно-Войківського підняття виявлені в 1981-1984 рр. Родовище має діапірову будову і являє собою вузьку брахіантикліналь розмірами по ізогіпсі — 200 м 1,3х0,3 м, висотою бл 200 м.
Поклади нафти пластові, склепінчасті, тектонічно екрановані і стратиграфічно обмежені. Режим водонапірний. Запаси початкові видобувні категорій А+В+С1 — 17 тис.т нафти. Густина дегазованої нафти 935—939 кг/м³.